# 尚伯夫
尚伯夫（法語：Chambœuf，法語發音：[ʃɑ̃bœf]）是法国卢瓦尔省的一个市镇，位于该省南部偏东，属于蒙布里松区。

## 地理
尚伯夫（45°34'41"N, 4°19'13"E）面积11.12 平方千米，位于法国奥弗涅-罗讷-阿尔卑斯大区卢瓦尔省，该省份为法国中南部省份，北起顺时针与索恩-卢瓦尔省、罗讷省、伊泽尔省、阿尔代什省、上盧瓦爾省、多姆山省和阿列省接壤。
与尚伯夫接壤的市镇（或旧市镇、城区）包括：圣加尔米耶、沃什、阿韦济约、屈济约、里瓦、圣博内莱苏勒、福雷地区圣梅达尔。
尚伯夫的时区为UTC+01:00、UTC+02:00（夏令时）。

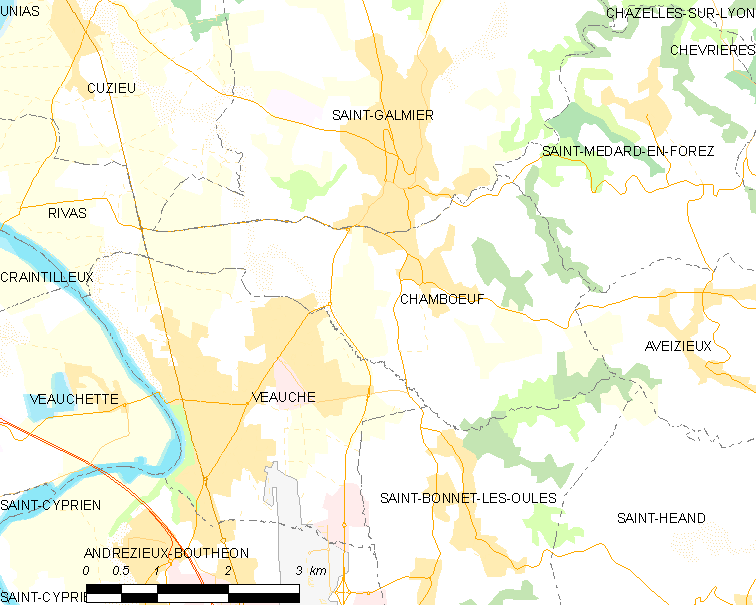
尚伯夫的OSM定位图

## 行政
尚伯夫的邮政编码为42330，INSEE市镇编码为42043。

## 政治
尚伯夫所属的省级选区为昂德雷济约-布泰翁县。

## 交通
卢瓦尔省省道D10线和D10.1线在市中心附近交汇，省道D12线和D101线经过境内西部。圣艾蒂安—罗阿讷铁路经过境内西部但未设站。

## 人口

1962-2008年间尚伯夫人口变化图示

尚伯夫于2022年1月1日时的人口数量为1782人。